# بازشناخت چهره

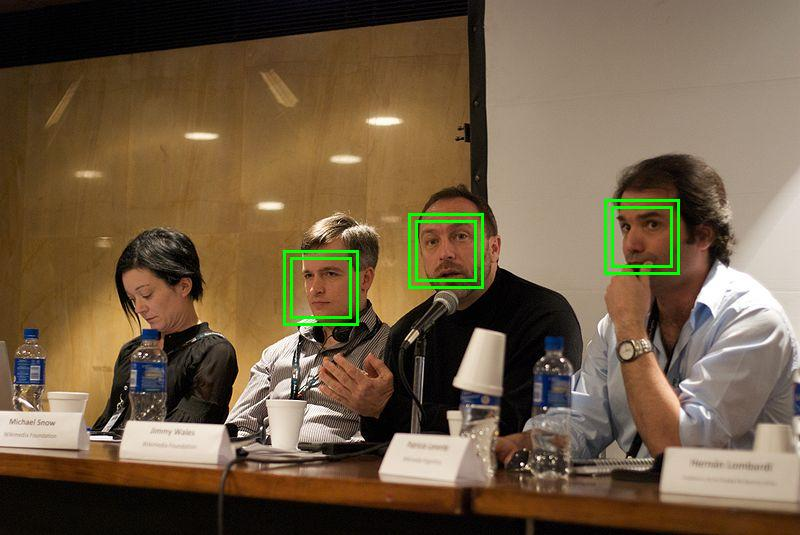
بازشناخت خودکار چهره با OpenCV

بازشِناختِ چِهره، شِناساییِ چِهره یا تَشخیصِ چِهره، یک فناوری کامپیوتری است که در برنامه‌های مختلف به منظور بازشناخت چهرهٔ انسان در تصاویر دیجیتال بکار می‌رود . 
بازشناخت چهره همچنین به فرآیندی روانی اشاره دارد که طی آن انسان‌ها چهره‌ها را در یک صحنهٔ بصری مکان‌یابی و شناسایی می‌کنند .

## تعریف و الگوریتم‌های مرتبط
تشخیص چهره را می‌توان به عنوان یک مورد خاص از تشخیص کلاس اشیاء در نظر گرفت. در تشخیص کلاس اشیاء، به دنبال یافتن مکان‌ها و اندازه‌های همه اشیاء موجود در یک تصویر هستیم که به یک کلاس معین تعلق دارند. به عنوان مثال می توان به بالا تنه، عابر پیاده و اتومبیل اشاره کرد. تشخیص چهره به سادگی به دو پرسش پاسخ می‌دهد: 1. آیا چهرهٔ انسان در تصاویر یا فیلم های جمع آوری شده وجود دارد؟ 2. کجا واقع شده است؟
الگوریتم‌های بازشناخت چهره بر روی بازشناخت چهره‌های جلوه‌ای انسان تمرکز دارند. این کار به بازشناخت تصویر می‌ماند که در آن تصویر یک شخص پیکسل به پیکسل مطابقت دارد. تصویر با تصاویر ذخیره شده در پایگاه داده مطابقت دارد. هر گونه تغییر ویژگی چهره در پایگاه داده، روند تطبیق را پوچ می‌کند. 
یک رویکرد قابل اعتماد بازشناخت چهره، بر اساس الگوریتم ژنتیک و تکنیک صورت ویژه است.
در مرحله اول، مناطق احتمالی چشم انسان با استفاده از آزمایش تمام مناطقی که به صورت دره در تصویر سطح خاکستری شناسایی می شوند است. سپس از الگوریتم ژنتیک برای تولید تمام نواحی ممکن صورت که شامل ابرو، عنبیه، سوراخ بینی و گوشه های دهان می شود، استفاده می‌شود. 
هر تصویر کاندید ایجاد شدهٔ ممکن صورت نرمال می شود تا  تأثیر نور را کاهش دهد زیرا نور باعث ایجاد ناهمواری می شود. و اثر شرینگ که ناشی از حرکت سر است.
ارزش هر تصویر تولید شده بر اساس طرح ریزی آن بر روی صورت‌های ویژه اندازه‌گیری می‌شود. پس از چند بار تکرار، همهٔ نامزدهای چهره با ارزش تناسب اندام بالا برای تأیید بیشتر انتخاب می‌شوند. در این مرحله، تقارن صورت اندازه‌گیری می‌شود و وجود ویژگی‌های مختلف صورت برای هر کاندیدای چهره تأیید می‌شود .

## برنامه های کاربردی

### تشخیص چهره
تشخیص چهره در بیومتریک ، اغلب به عنوان بخشی از (یا همراه) یک سیستم تشخیص چهره استفاده می شود . همچنین در نظارت تصویری ، رابط کامپیوتر انسانی و مدیریت پایگاه داده تصویر استفاده می شود.

### عکاسی
برخی از دوربین های دیجیتال اخیر از تشخیص چهره برای فوکوس خودکار استفاده می کنند.  تشخیص چهره همچنین برای انتخاب مناطق مورد علاقه در نمایش اسلاید عکسی که از افکت کن برنز در مقیاس پان و مقیاس استفاده می‌کنند، مفید است.
دستگاه های مدرن نیز از تشخیص لبخند برای گرفتن عکس در زمان مناسب استفاده می کنند.

### بازار یابی
تشخیص چهره در حال جلب توجه بازاریابان است. یک وب کم را می توان در یک تلویزیون ادغام کرد و هر چهره ای را که از کنار آن عبور می کند تشخیص داد. سپس این سیستم نژاد، جنسیت و محدوده سنی صورت را محاسبه می کند. پس از جمع‌آوری اطلاعات، می‌توان مجموعه‌ای از تبلیغات را پخش کرد که مختص نژاد/جنس/سن شناسایی‌شده است.
نمونه ای از چنین سیستمی OptimEyes است و در سیستم علامت دیجیتال Amscreen ادغام شده است.  

### استنتاج عاطفی
تشخیص چهره را می توان به عنوان بخشی از اجرای نرم افزار استنتاج احساسی استفاده کرد. استنتاج عاطفی را می توان برای کمک به افراد مبتلا به اوتیسم برای درک احساسات اطرافیان استفاده کرد.

### لب خوانی
تشخیص چهره برای فرآیند استنتاج زبان از نشانه های بصری ضروری است. لب خوانی خودکار دارای برنامه هایی است که به رایانه ها کمک می کند تا تشخیص دهند که چه کسی در مواقعی که امنیت مهم است، چه کسی صحبت می کند.
- بینایی کامپیوتر
- شناسه چهره
- تشخیص عابر پیاده
- پیکاسا
- SceneTap
- فوق العاده تشخیص
- تشخیص چهره سه بعدی
- فضای رنگی TSL
- visage SDK
- حس انسان

1. ↑  «معنی بازشناختن | لغت‌نامه دهخدا | واژه‌یاب». واژه یاب. دریافت‌شده در ۲۰۲۴-۰۹-۱۲.
2. ↑  "Face Detection: Facial recognition and finding Homepage".
3. ↑  Lewis, Michael B; Ellis, Hadyn D (2003), "How we detect a face: A survey of psychological evidence", International Journal of Imaging Systems and Technology, 13: 3–7, doi:10.1002/ima.10040
4. 1 2  Sheu, Jia-Shing; Hsieh, Tsu-Shien; Shou, Ho-Nien (1 December 2014). "Automatic Generation of Facial Expression Using Triangular Geometric Deformation". Journal of Applied Research and Technology (به انگلیسی). 12 (6): 1115–1130. doi:10.1016/S1665-6423(14)71671-2. ISSN 2448-6736.
5. ↑  Maity, Abhishek; Dasgupta, Sayan; Paul, Debjit (2015). "A Novel Approach to Face Detection using Image Parsing and Morphological Analysis". International Journal of Computer Trends and Technology. 23 (4): 156–161.
6. ↑  "DCRP Review: Canon PowerShot S5 IS". Dcresource.com. Archived from the original on 21 February 2009. Retrieved 2011-02-15.
7. ↑  Tesco face detection sparks needless surveillance panic, Facebook fails with teens, doubts over Google+ | Technology | theguardian.com
8. ↑  IBM promised to back off facial recognition — then it signed a $69.8 million contract to provide it